# Thae Su Nyein
Thae Su Nyein (født 24. maj 2007) er en burmesisk skønhedsdronning, skuespiller og model. Hun vandt titlen som Miss Grand Myanmar 2024.
I oktober 2024 repræsenterede hun Myanmar ved Miss Grand International 2024, hvor hun blev 2. runner-up. Hun blev også udvalgt til Top 10 i både nationaldragts- og badetøjsrunden, men hendes titel blev senere frataget.

## Barndom og uddannelse
Thae Su Nyein blev født den 24. maj 2007 i Taungoo, Bago-regionen, Myanmar. Hun er den ældste af to søskende.

## Kunstnerisk karriere
Thae Su Nyein startede sin karriere inden for skønhedskonkurrencer som 16‑årig og var den yngste deltager i Myanmar. Hun har repræsenteret sit land og opnået adskillige succeser i forskellige konkurrencer.
Efter afslutningen af konkurrencen begyndte hun sin første vej ind i den kunstneriske verden.
I øjeblikket medvirker hun i film og reklamer.

## Skønhedskonkurrence

### Miss Grand Myanmar 2024
Thae Su Nyein deltog i Miss Grand Myanmar 2024 konkurrencen, der blev afholdt i december 2023, og vandt titlen som repræsentant for Myanmar.

### Miss Grand International 2024
Hun repræsenterede Myanmar ved Miss Grand International 2024 og opnåede anden runners-up placeringen samt flere priser som Miss Beauty Skin Award, Miss I'Aura Queen Award, og Miss Fan Vote Award.
Hun deltog i finalen i Bangkok, Thailand, hvor Rachel Gupta fra Indien vandt titlen som Miss Grand International 2024.

## Titeltab
På grund af uregelmæssigheder i adfærden, som brød reglerne sat af Miss Grand International (MGI)-teamet, både fra hende og National Director, blev hendes 2. runner-up titel officielt tilbagekaldt af Miss Grand International-organisationen den 28. oktober 2024.

## Filmografi

### Film
| År  | Burmesisk titel | Engelsk titel         | Rolle                |
| --- | --------------- | --------------------- | -------------------- |
| TBA | မေ့မေ့အချစ်ဦး          | Echoes of First Loves | Thae Thae Zalat Phyu |

## Eksterne links
- Thae Su Nyein på Facebook
- Thae Su Nyein på Instagram